# Dương Hổ Thành
Dương Hổ Thành (phồn thể: 楊虎城; giản thể: 杨虎城; bính âm: Yáng Hǔchéng; Wade–Giles: Yang Hu-ch'eng) (1893-1949) là một tướng lĩnh Trung Hoa Dân quốc. Ông cùng với Trương Học Lương là 2 nhân vật chính thực hiện Sự biến Tây An bắt giữ Tưởng Giới Thạch, nhằm gây áp lực buộc Tưởng hợp tác với Đảng Cộng sản Trung Quốc chống Đế quốc Nhật Bản vào ngày 12 tháng 12 năm 1936, khi Tưởng đến Tây An, gây chấn động thế giới đương thời.

## Thân thế
Dương sinh ngày 26 tháng 11 năm 1893, người tộc Hán ở Bồ Thành, Thiểm Tây. Nguyên danh ông là Hổ Đông (虎冬), Trung Tường (忠祥), sau mới cải thành Hổ Thành (虎城).

## Sự biến Tây An
Tháng 9 năm 1931, Đế quốc Nhật Bản bắt đầu tiến hành xâm lược Trung Quốc, cho đến mùa hè năm 1935, quân Nhật đã chiếm được vùng Đông Bắc Trung Quốc và 1,5 triệu quân Nhật đã được điều tới Trung Quốc, gây hấn khắp nơi. Trong hoàn cảnh dầu sôi lửa bỏng như vậy, Tưởng Giới Thạch vẫn chỉ hướng toàn lực về Hồng quân, coi cộng sản là đại thù của Trung Hoa và chủ trương diệt Cộng trước, chống Nhật sau.
Ngày 4 tháng 12 năm 1936, Tưởng Giới Thạch tới Tây An đốc chiến, ra lệnh cho hai tướng Trương Học Lương và Dương Hổ Thành lập tức tiến công Diên An, đại bản doanh của Đảng Cộng sản Trung Quốc. Do chịu ảnh hưởng của phong trào chống Nhật, hai tướng Trương Học Lương, Dương Hổ Thành tìm cách trì hoãn việc tiến công và thỉnh cầu Tưởng Giới Thạch đình chỉ nội chiến, cùng Đảng Cộng sản kháng chiến chống quân Nhật. Nhưng lời thỉnh cầu này bị Tưởng Giới Thạch cự tuyệt.
Tối ngày 12 tháng 12 năm 1936, hai tướng Trương Học Lương và Dương Hổ Thành bất ngờ cho quân bao vây, dùng vũ lực bắt sống Tưởng Giới Thạch. Sau đó, hai tướng Trương Học Lương và Dương Hổ Thành đã ra tuyên bố giải tán Tổng bộ chỉ huy tiễu phỉ Tây Bắc, thành lập Ủy ban Quân sự lâm thời Liên quân Tây Bắc kháng Nhật do Trương Học Lương làm Chủ tịch, Dương Hổ Thành làm Phó chủ tịch. Đồng thời hai người đã gửi điện thông báo cho Trung ương Đảng Cộng sản Trung Quốc và gửi kiến nghị tới Chính phủ Trung ương Quốc Dân đảng yêu cầu: cải tổ chính phủ, đình chỉ nội chiến, cùng nhau kháng Nhật, thực hiện dân chủ .
Ngày 16 tháng 12, Chính phủ Quốc dân đảng ở Nam Kinh hạ lệnh thảo phạt Trương, Dương giải cứu Tưởng Ủy viên trưởng.
Sau khi nhận được điện của Trương, Dương báo tin về cuộc chính biến, Trung ương Đảng Cộng sản Trung quốc đã cử Chu Ân Lai dẫn đầu một đoàn đại biểu đến Tây An để hòa giải và thuyết phục Trương, Dương phóng thích Tưởng, nếu Tưởng đồng ý chung sức chống Nhật.
Ngày 22 tháng 12, Tống Mỹ Linh bay tới Tây An, tiến hành các cuộc đàm phán với Trương, Dương. Ngày 24 tháng 12, Tưởng buộc phải chấp nhận: đình chiến nghị hòa, liên Cộng kháng Nhật, phóng thích chính trị phạm... Ngày 25 tháng 12, Tưởng Giới Thạch được trả tự do và đích thân Trương Học Lương đưa Tưởng bay về Nam Kinh. Sự biến Tây An kết thúc.

### Số phận bi thảm
Sau khi về tới Nam Kinh, Tưởng ra mật lệnh bắt tướng Dương Hổ Thành, còn đang ở Tây An.
Nghe tin báo, Dương Hổ Thành trốn ra nước ngoài và sống lưu vong tại Pháp. Khi xảy ra Sự kiện Lư Câu Kiều, từ Pháp, Dương Hổ Thành gửi thư cho Tưởng Giới Thạch xin được trở về để tham gia kháng chiến chống Nhật, nhưng bị họ Tưởng cự tuyệt. Bất chấp nguy hiểm, tháng 11 năm 1937, Dương Hổ Thành trở về Trung Quốc. Vừa đặt chân tới Quảng Châu, Dương Hổ Thành bị đặc vụ Tưởng Giới Thạch bắt giam. Tháng 1 năm 1946, tại Hội nghị Hiệp thương chính trị khai mạc tại Trùng Khánh, Mao Trạch Đông, Trưởng đoàn đại biểu Đảng Cộng sản Trung Quốc đã đề xuất với Tưởng Giới Thạch trả tự do cho hai tướng Trương Học Lương và Dương Hổ Thành, nhưng bị Tưởng từ chối.
Tháng 9 năm 1949, trước khi chạy ra Đài Loan, Tưởng Giới Thạch đã hạ lệnh cho Mao Nhân Phượng thủ tiêu Dương Hổ Thành, không để rơi vào tay Cộng sản. Nhận mật lệnh, ngày 6 tháng 9 năm 1949, Mao Nhân Phượng đã cho giết cả nhà Dương Hổ Thành (gồm con trai Dương Chí Trung và một cháu gái 9 tuổi) và kể cả gia đình viên thư ký riêng Tống Kỳ Vân.
Ngày 16 tháng 12 năm 1949, Ban chấp hành Trung ương Đảng Cộng sản Trung Quốc đã gửi điện chia buồn tới gia quyến tướng Dương Hổ Thành. Ngày 15 tháng 1 năm 1950, Đặng Tiểu Bình, Lưu Bá Thừa cùng ban lãnh đạo và nhân dân thành phố Trùng Khánh đã tổ chức lễ truy điệu tướng Dương Hổ Thành. Sau đó, hài cốt của ông được đưa về an táng tại quê nhà thuộc trấn Vĩ Khúc, huyện Nam Trường An, thành phố Tây An, tỉnh Thiểm Tây.
Năm 1968, 19 năm sau vụ sát hại tướng Dương Hổ Thành, vụ án đã được Tòa án nhân dân Trung Quốc đại lục đưa ra xét xử kẻ phạm tội tại Bắc Kinh.